# 3685 Derdenye
3685 Derdenye este un asteroid din centura principală, descoperit pe 1 martie 1981 de Schelte Bus.